# Acéphale
Acéphale (von griechisch ἀκέφαλος aképhalos „ohne Haupt“ – vgl. Akephalie) ist der Name einer von dem französischen Schriftsteller Georges Bataille 1936 ins Leben gerufenen Geheimgesellschaft, in der unter anderem Jacques Lacan und Walter Benjamin Mitglied waren. Außerdem ist Acéphale der Titel einer 1936 von Bataille, Pierre Klossowski und André Masson gegründeten Zeitschrift, die sich um eine „Wiedergutmachung an Nietzsche“ bemühte und der öffentliche Ausläufer des Collège de Sociologie war. Die Zeitschrift diente vor allem dazu, Nietzsche gegen die durch seine Schwester Elisabeth Förster-Nietzsche und andere begünstigte und forcierte Anbindung des Werkes an die Nationalsozialisten zu retten.
Die Organisation Acéphale in Paris hielt – wie die jüngst von Marina Galletti zusammengetragenen Dokumente belegen – ihre Treffen streng geheim und verstand sich als spirituell-okkulte, aber weltliche und antireligiöse Organisation, in der – unter anderem bei nächtlichen Treffen in Wäldern – mythische und orgiastische Riten abgehalten wurden. Bataille forderte einmal sogar bei einem dieser nächtlichen und mit Schwefeldampf inszenierten Rituale seine eigene Opferung zum Tode; dieses Anliegen wurde ihm von den übrigen Mitgliedern jedoch verwehrt.
Der Name Acéphale („ohne Haupt“) unterstrich den antiautoritären und antifaschistischen Charakter der Organisation. Bataille ging es nach eigenem Bekunden um die Schaffung eines progressiven Gegenmythos zur regressiven Mythologie des Nationalsozialismus.
Zum Zeitpunkt der Gründung waren Georges Bataille, Georges Ambrosino, Jacques Chavy, René Chenon, Henri Dubief, Pierre Dugan, Henri Dussat, Imre Kelemen und Pierre Klossowski Mitglieder der Geheimgesellschaft. 1938/39 wurden Patrick Waldberg, Michel Koch sowie Isabelle Farner in die Gesellschaft eingeweiht. Waldberg bezeugt auch die Aufnahme Taro Okamotos, jedoch gibt es hierzu keinerlei schriftliche Belege in den gruppeninternen Korrespondenzen.
Der Gründung von Acéphale ging die von Bataille und dem surrealistischen Dichter André Breton angeführte Gruppe Contre-Attaque voraus, eine gegen den Nationalsozialismus gerichtete Kampfgemeinschaft.
Seit 2022 existiert in Wien unter dem Namen Edition Acéphale ein Verlag , welcher in seiner ästhetischen Gestaltung an die Radikalität der ursprünglichen Zeitschrift anknüpft.